# نادي غماس
نادي غماس الرياضي هو فريق كرة قدم عراقي مقره في غماس، القادسية، يلعب في الدوري العراقي الدرجة الثالثة.

## الملعب
بدأت وزارة الشباب والرياضة في مايو 2008 ببناء ملعب غماس.

## روابط خارجية
- نادي غماس على Goalzz.com
- أندية العراق - تواريخ التأسيس